# Sztum

Sztum är en stad i norra Polen, 50 kilometer sydöst om Gdańsk, med 10 141 invånare (2004).